# 本地城
本地城（ほんじじょう）は、尾張国春日井郡（現愛知県瀬戸市西本地町）にあった日本の城（平城）。

## 概要
尾張国今村城主・松原一学の弟である松原平内の居城。文明14年（1482年）桑下城主長江利景と尾張国今村城主・松原広長の間で起きた大槇山の戦いの際に城主の松原平内は広長とともに討死にし、本地城は廃城となった。
現在の城跡は農地となっており、「松原平内公本地城趾」と記された石碑と小さな祠が建つ。周囲には中世から近世期の古窯が多数確認されている。

## 所在地
- 愛知県瀬戸市西本地町2丁目